# Arthula brunneocornis
Arthula brunneocornis är en stekelart som beskrevs av Cameron 1900. Arthula brunneocornis ingår i släktet Arthula och familjen brokparasitsteklar. Inga underarter finns listade.